# Limosina baezi
Limosina baezi är en tvåvingeart som beskrevs av Papp 1977. Limosina baezi ingår i släktet Limosina och familjen hoppflugor. Inga underarter finns listade i Catalogue of Life.